# UK Albums Chart
UK Albums Chart је топ-листа албума рангираних према физичкој и дигиталној продаји и (од марта 2015) аудио-стримингу у Уједињеном Краљевству. Први пут је објављена 22. јула 1956. године, а саставља је сваке седмице Official Charts Company (OCC) петком (раније недељом). Емитује је BBC Radio 1 (топ 5), а такође се може пратити и преко интернета.